# Îlot des Capucins
Het Îlot des Capucins (Frans voor Eilandje van de Kapucijnen, Bretons: Enez ar Gapusined) is een rotsachtig eiland aan de voet van een klif in de gemeente Roscanvel op het schiereiland van Crozon. De naam van het eiland komt van een rots bij het eiland, die gevormd is als een biddende monnik. Het ligt op een strategische positie bij de ingang van de Goulet de Brest en daarom kon het fort op het eiland de hele baai controleren. Het zicht vanuit het fort reikte van Pointe du Grand Gouin in het zuidwesten, tot het Fort van Bertheaume in het noordwesten. 
Het fort werd in 1848 gebouwd naar plannen die 150 jaar eerder door Sébastien Le Prestre de Vauban waren getekend. Het is opgetrokken uit schist en graniet en bestaat uit een ondergrondse batterij (1890) en een snelvuurbatterij (1890). Het werd in 1859 met het vasteland verbonden door een brug. Op de hoogten boven het eilandje bevindt zich een bovenbatterij (1885) rechts en links van het eilandje, een platformbatterij met een ondergronds magazijn (1897) en een mortierbatterij (1889).

## Ecologie
Het eiland bevat een typisch voorbeeld van een kliffenhabitat met Atlantische kustvegetatie. Deze bestaat uit verschillende plantengemeenschappen: chasmophyte groepen van de zeekliffen met gewone zoutmelde (Halimione portulacoides), gewoon kusttakmos (Ramalina siliquosa), groot dooiermos (Xanthoria parietina), Spergularia rupicola en zeevenkel (Crithmum maritimum). Op kleine rotsrichels boven op kliffen ontwikkelt zich een vegetatietapijt in de vorm van geschubde grasvelden waarop zich therofyten vestigen (pioniergroepen van Deens lepelblad (Cochlearia danica), Sedum anglicum en zeevetmuur (Sagina maritima)). In de aëhaliene graslanden overheerst rood zwenkgras (Festuca rubra), vergezeld van verschillende halotolerante soorten zoals Engels gras (Armeria maritima) en wilde peen (Daucus carota). Fioringras (Agrostis stolonifera) en Lotus corniculatus zijn algemene soorten, net als gestreepte witbol (Holcus lanatus) die plaatselijk een facies kan vormen. Rumex rupestris is een soort van communautair belang. Deze milieus worden bezocht door de alpenkraai (Pyrrhocorax pyrrhocorax), kuifaalscholver (Gulosus aristotelis), raaf (Corvus corax) en slechtvalk (Falco peregrinus).

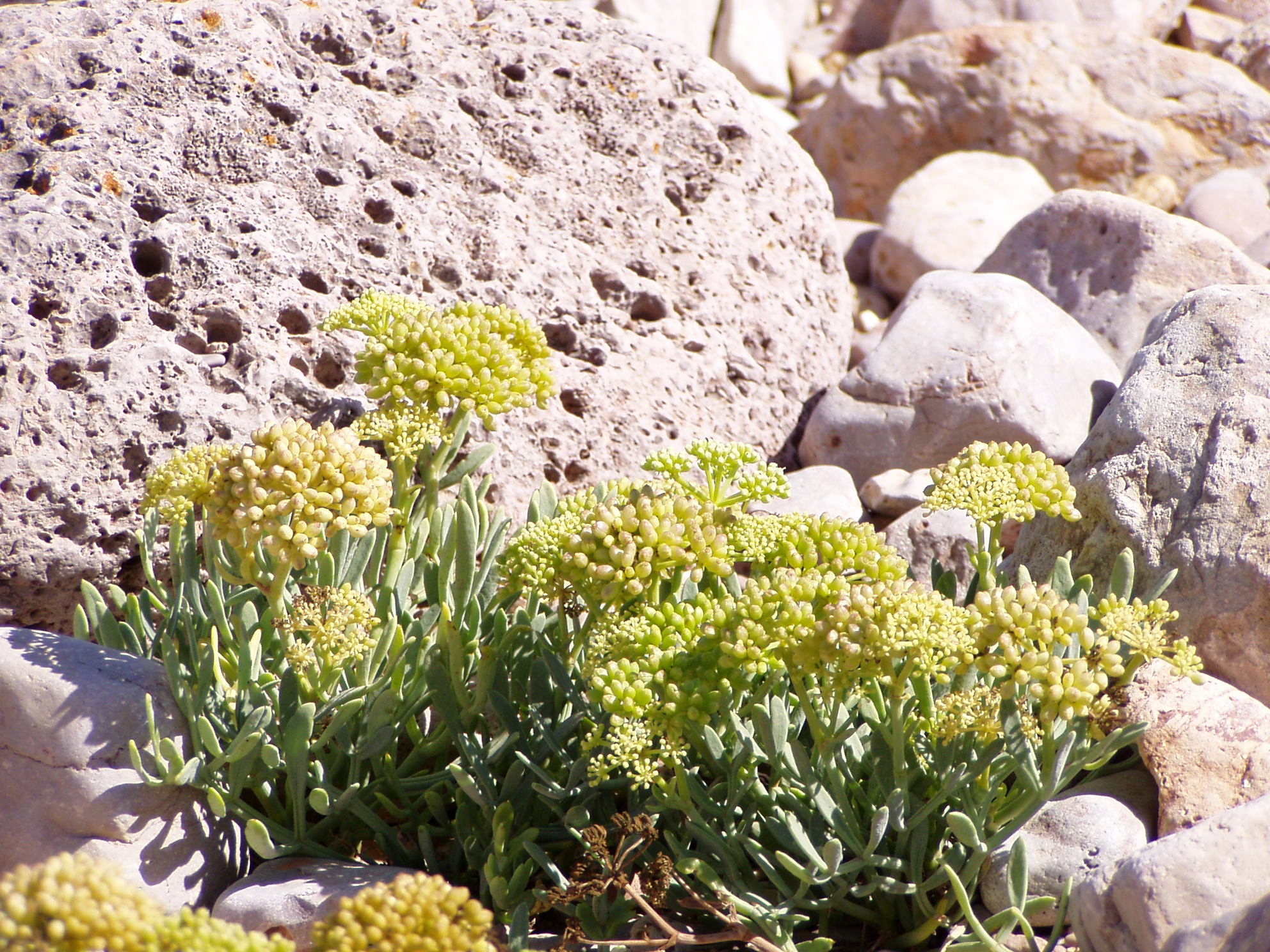
Zeevenkel
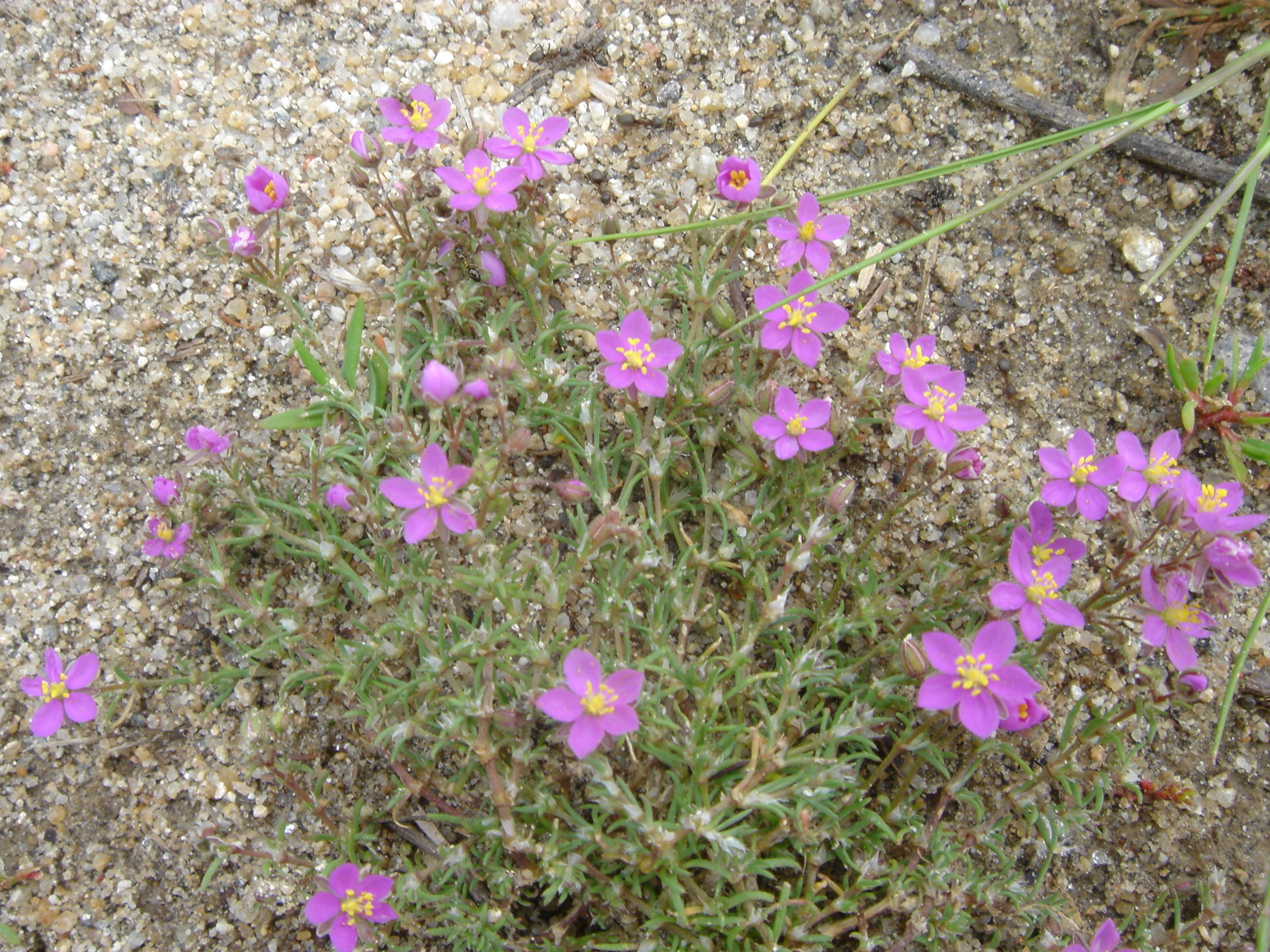
Spergularia rupicola
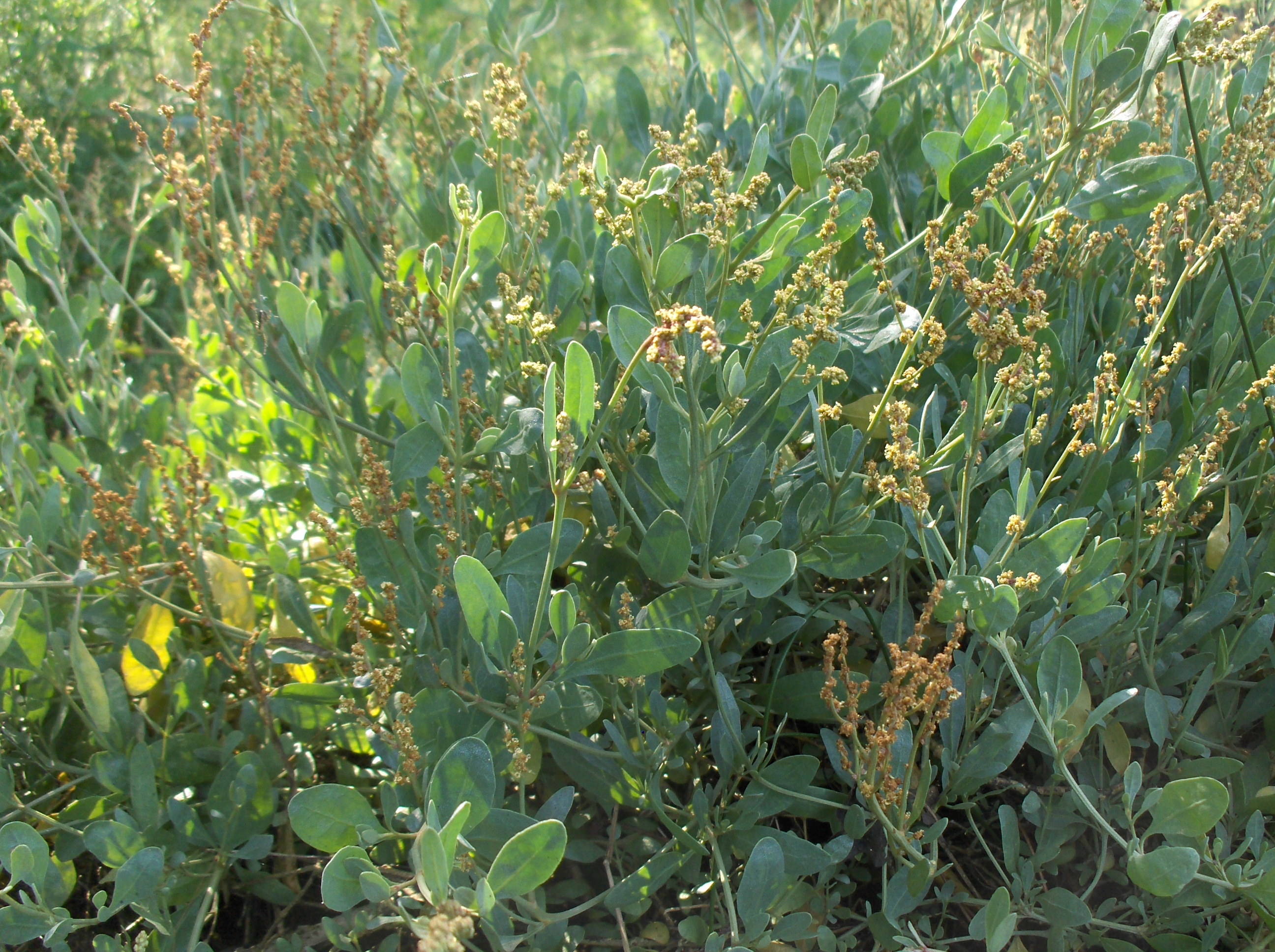
Gewone zoutmelde
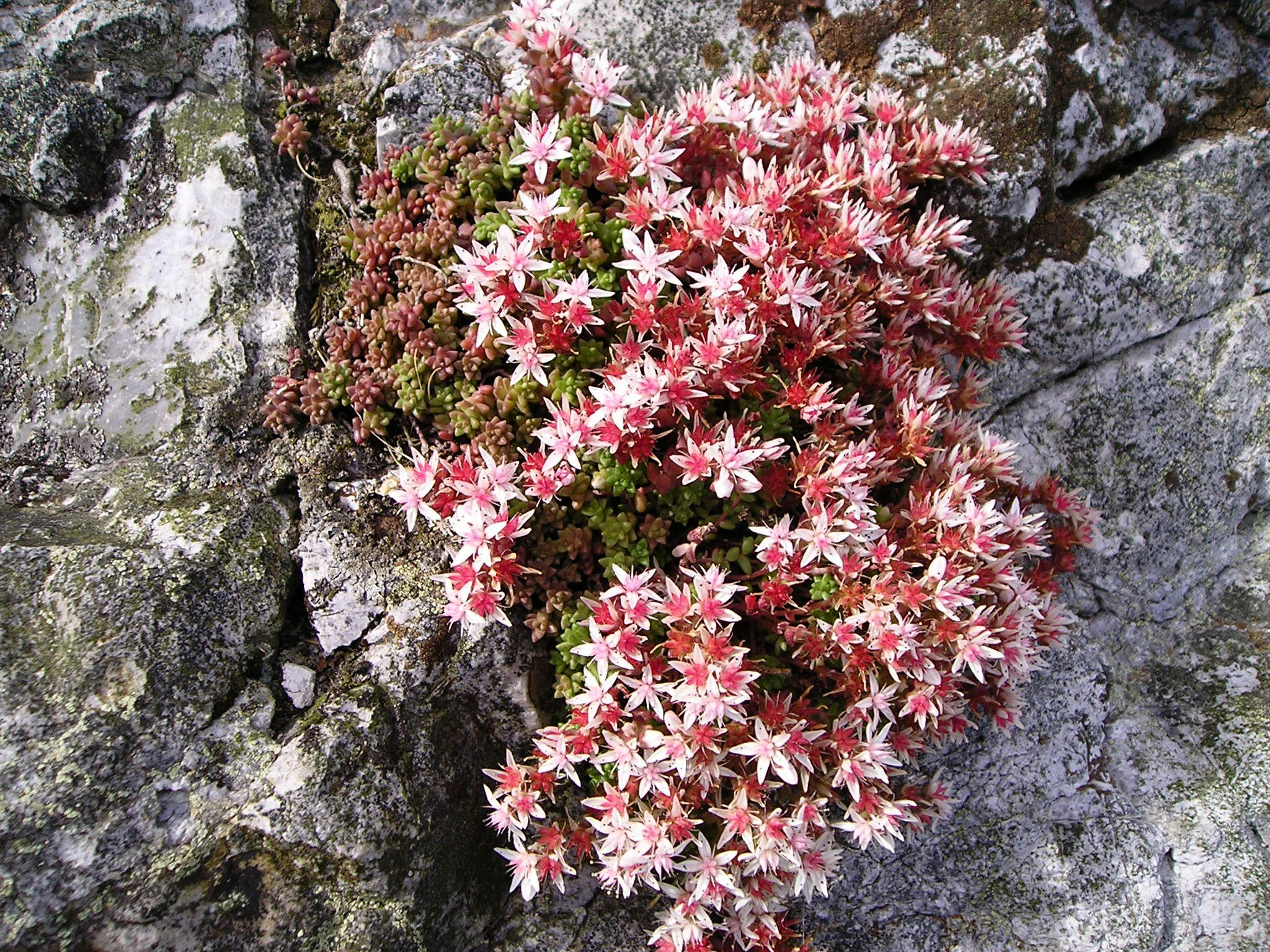
Sedum anglicum
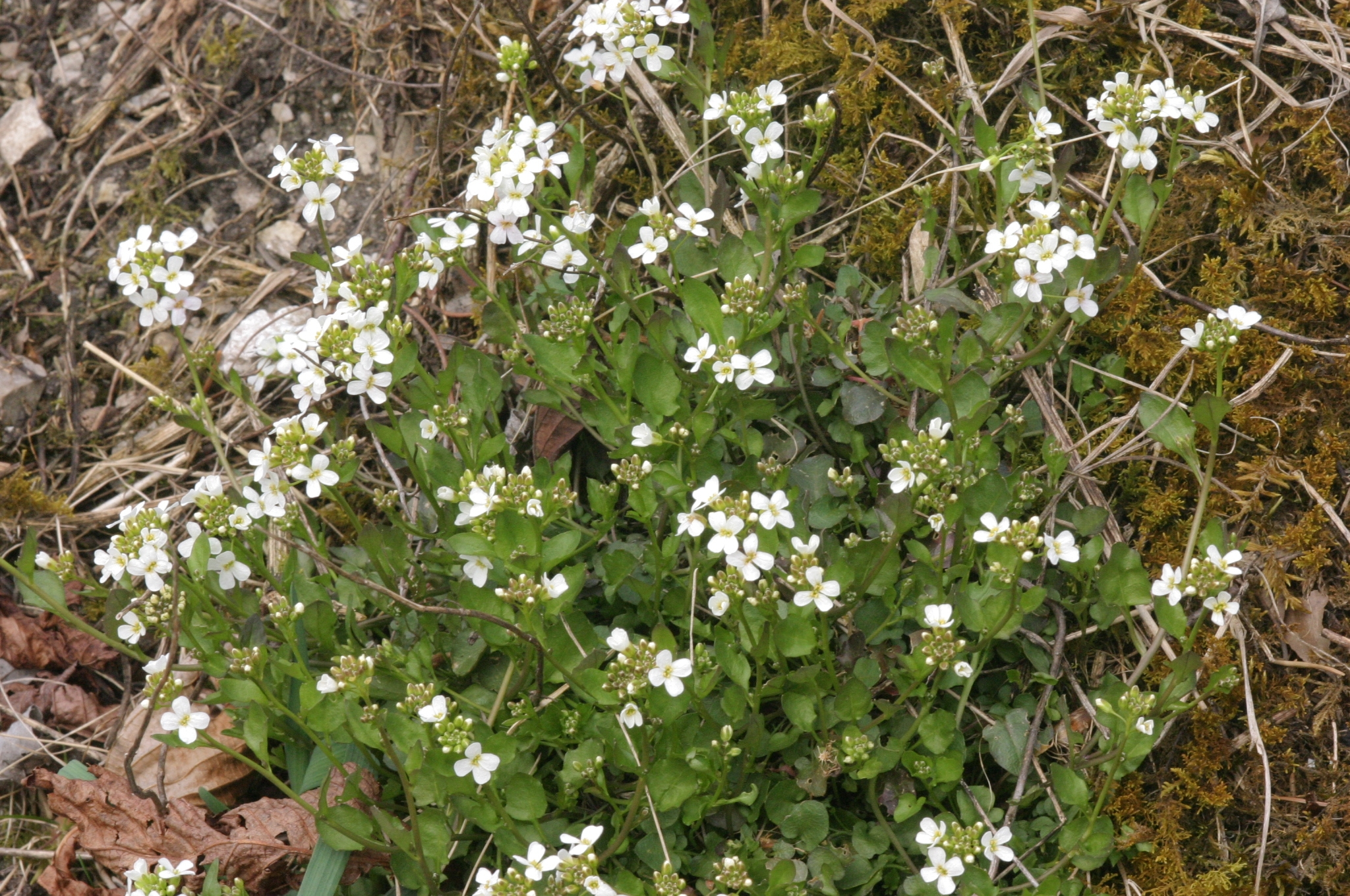
Deens lepelblad
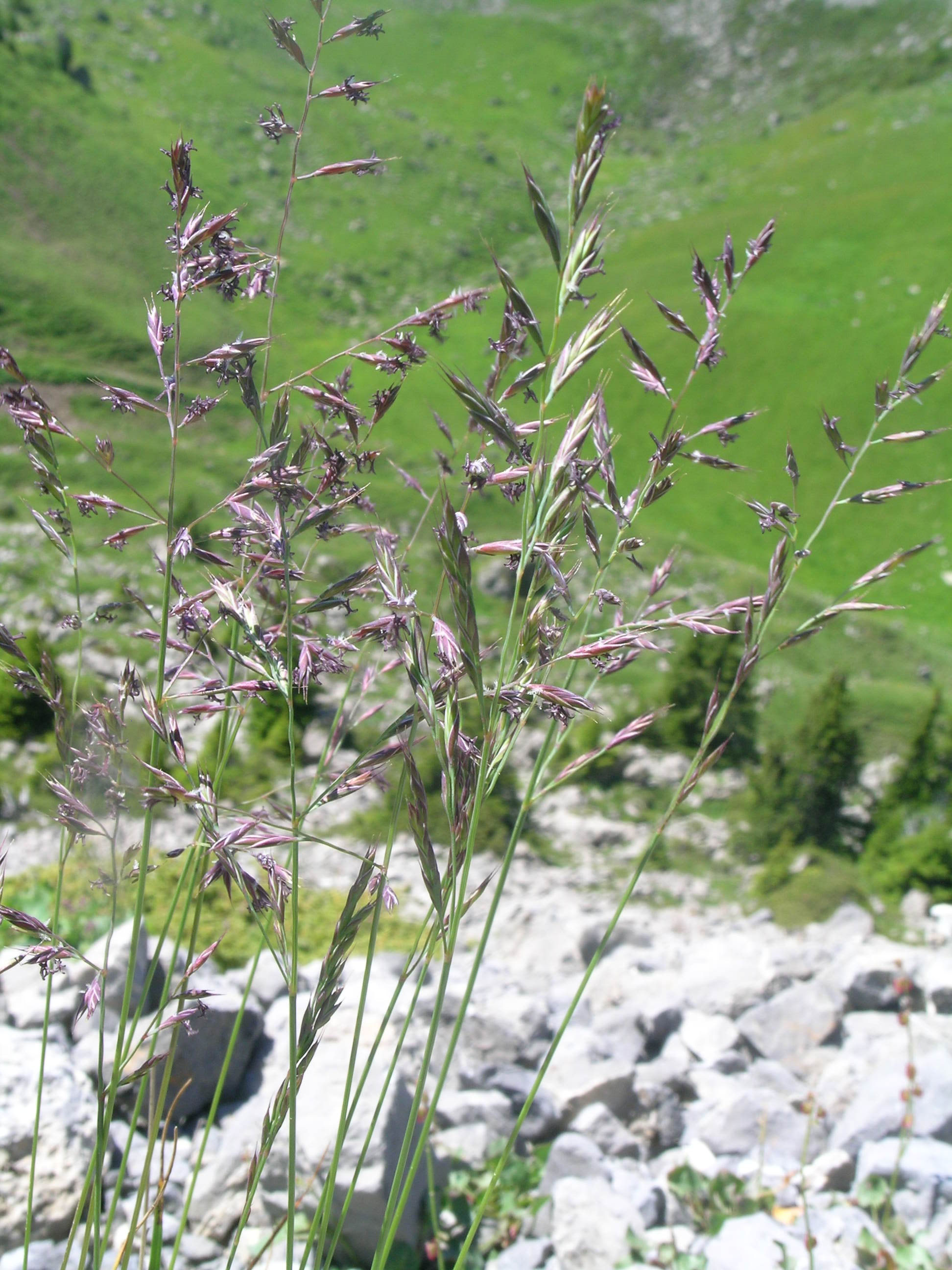
Rood zwenkgras
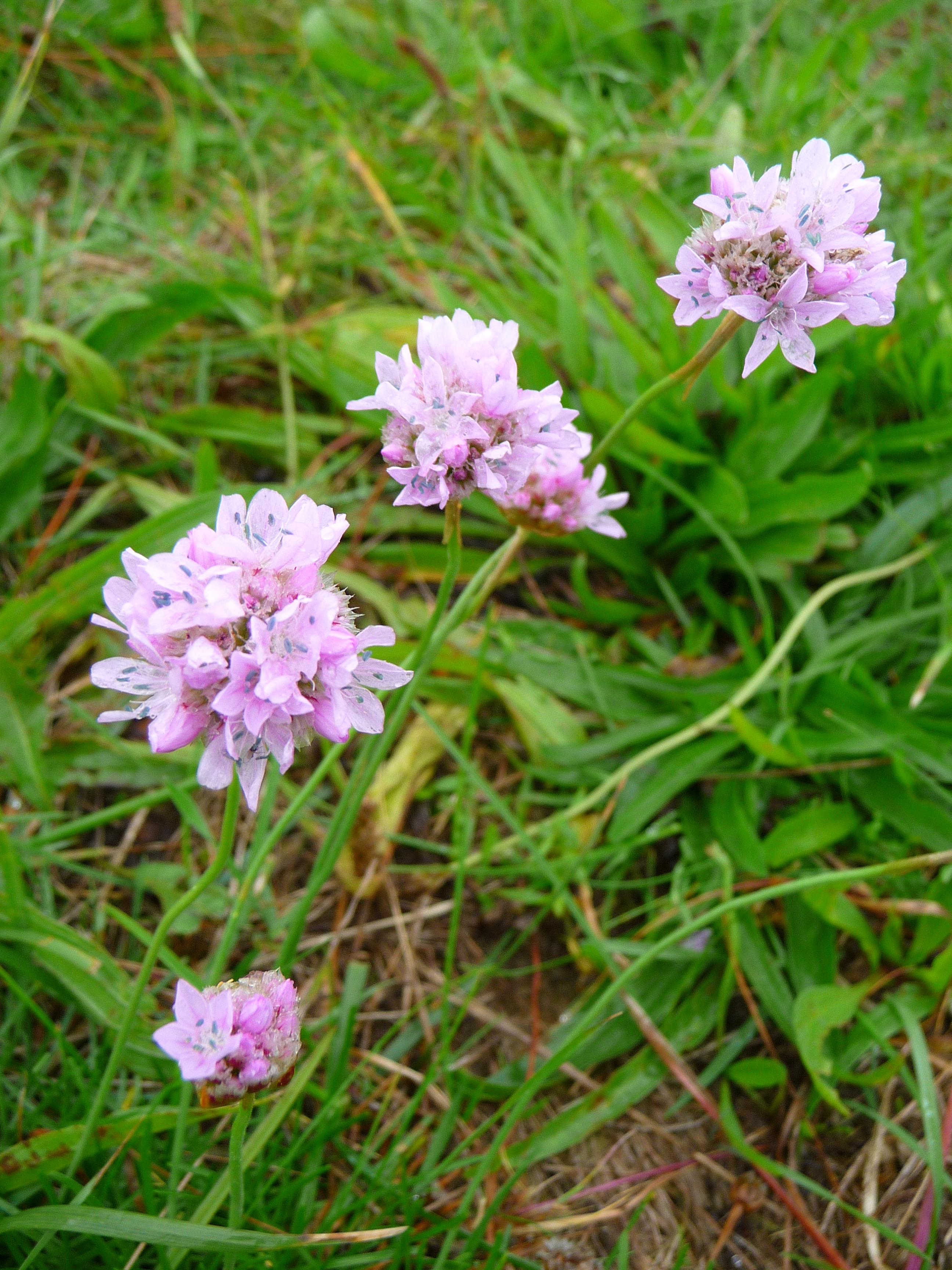
Engels gras
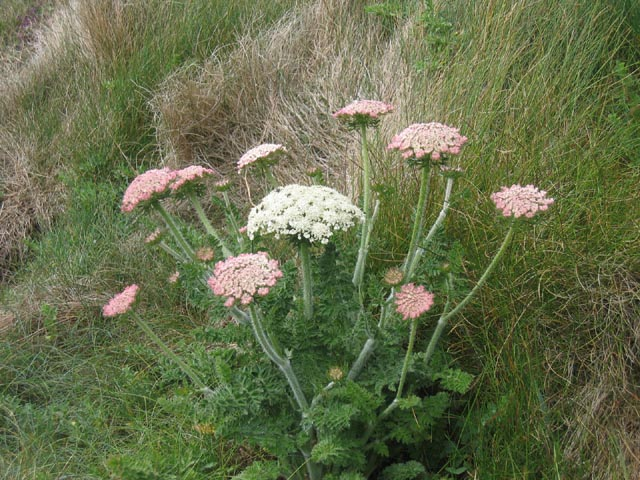
Wilde peen
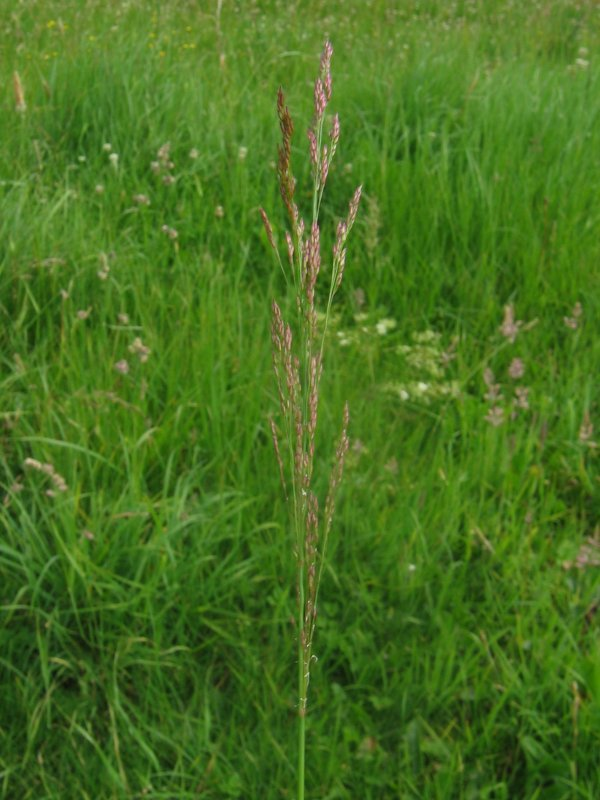
Fioringras
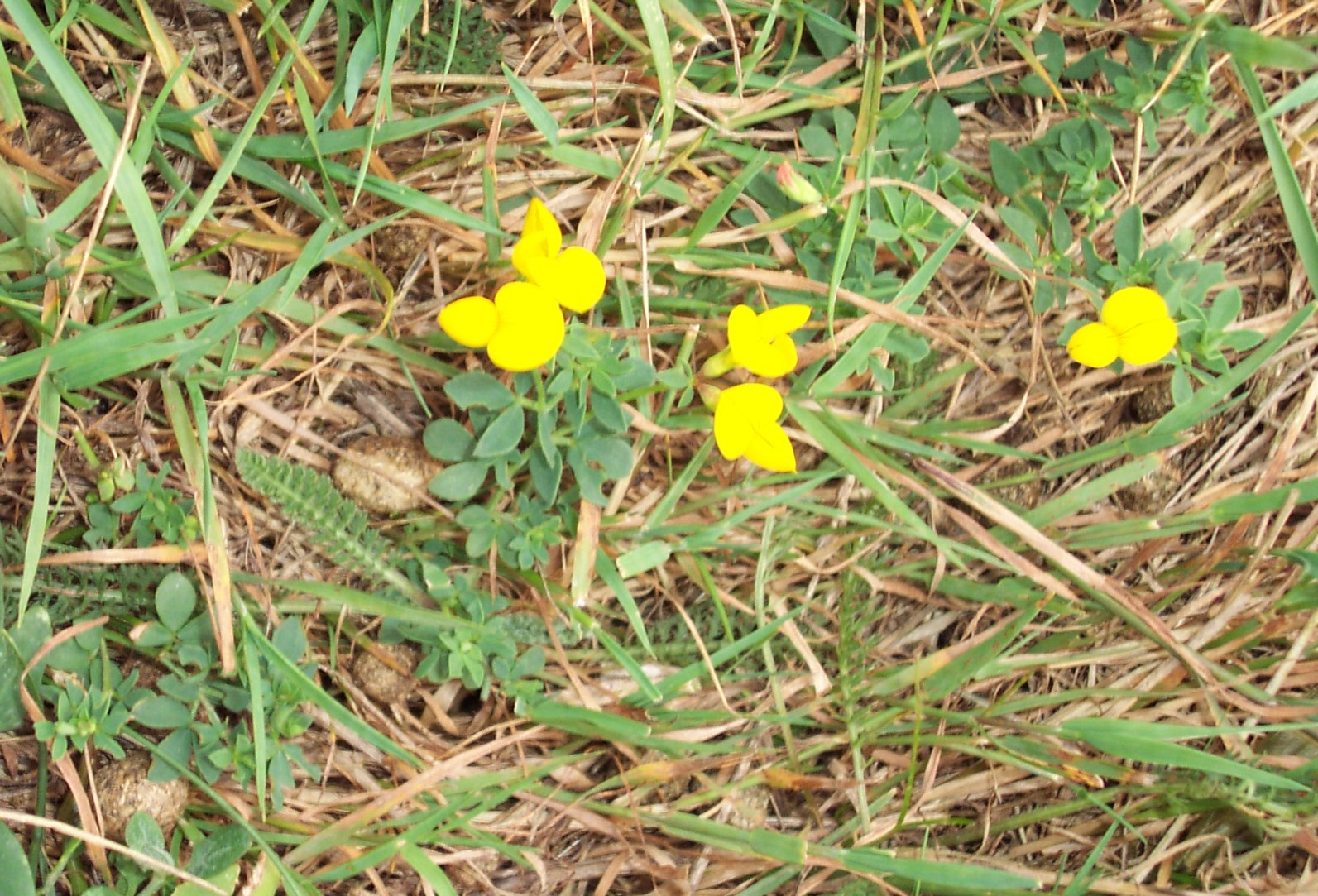
Rolklaver
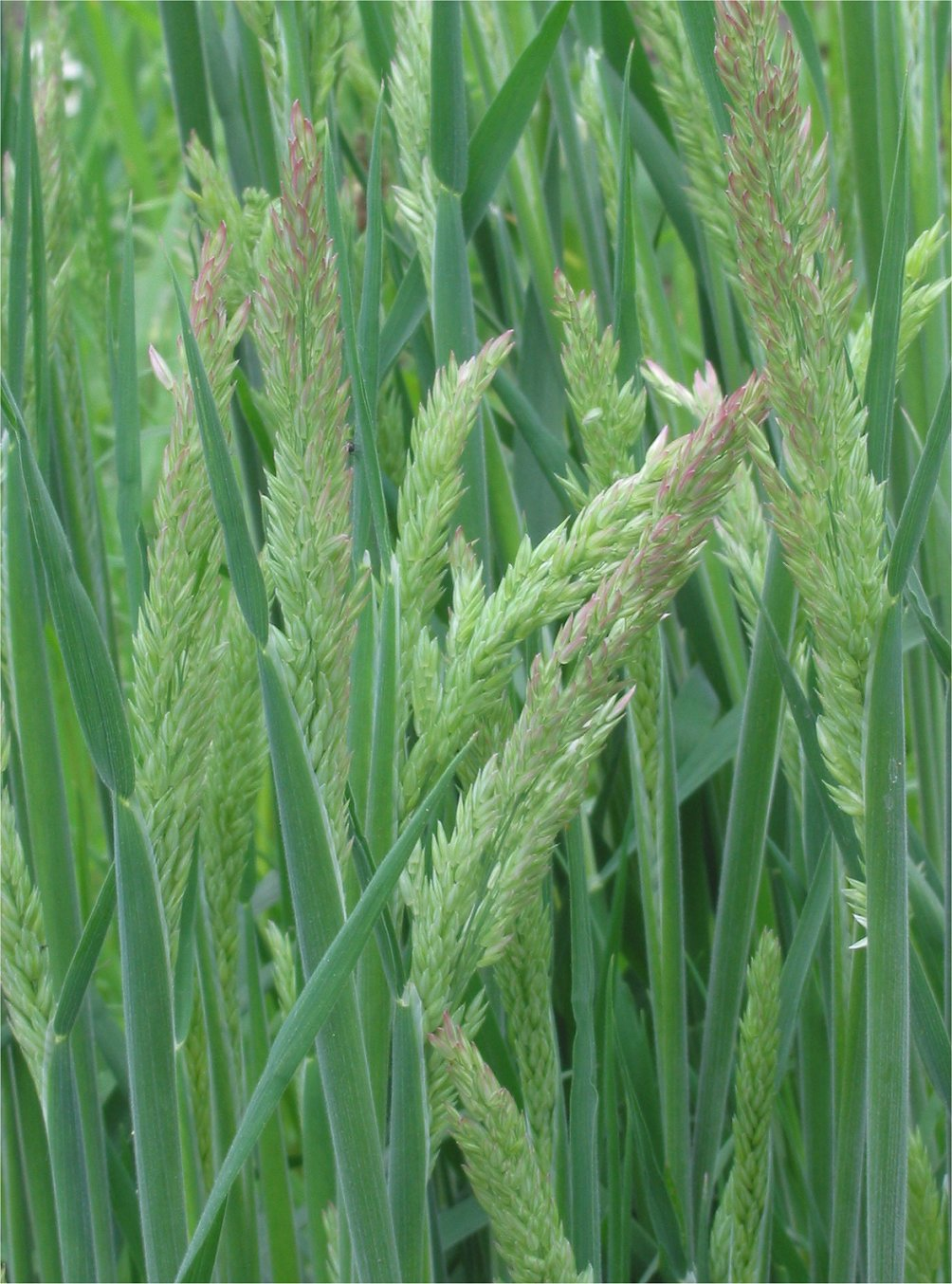
Gestreepte witbol
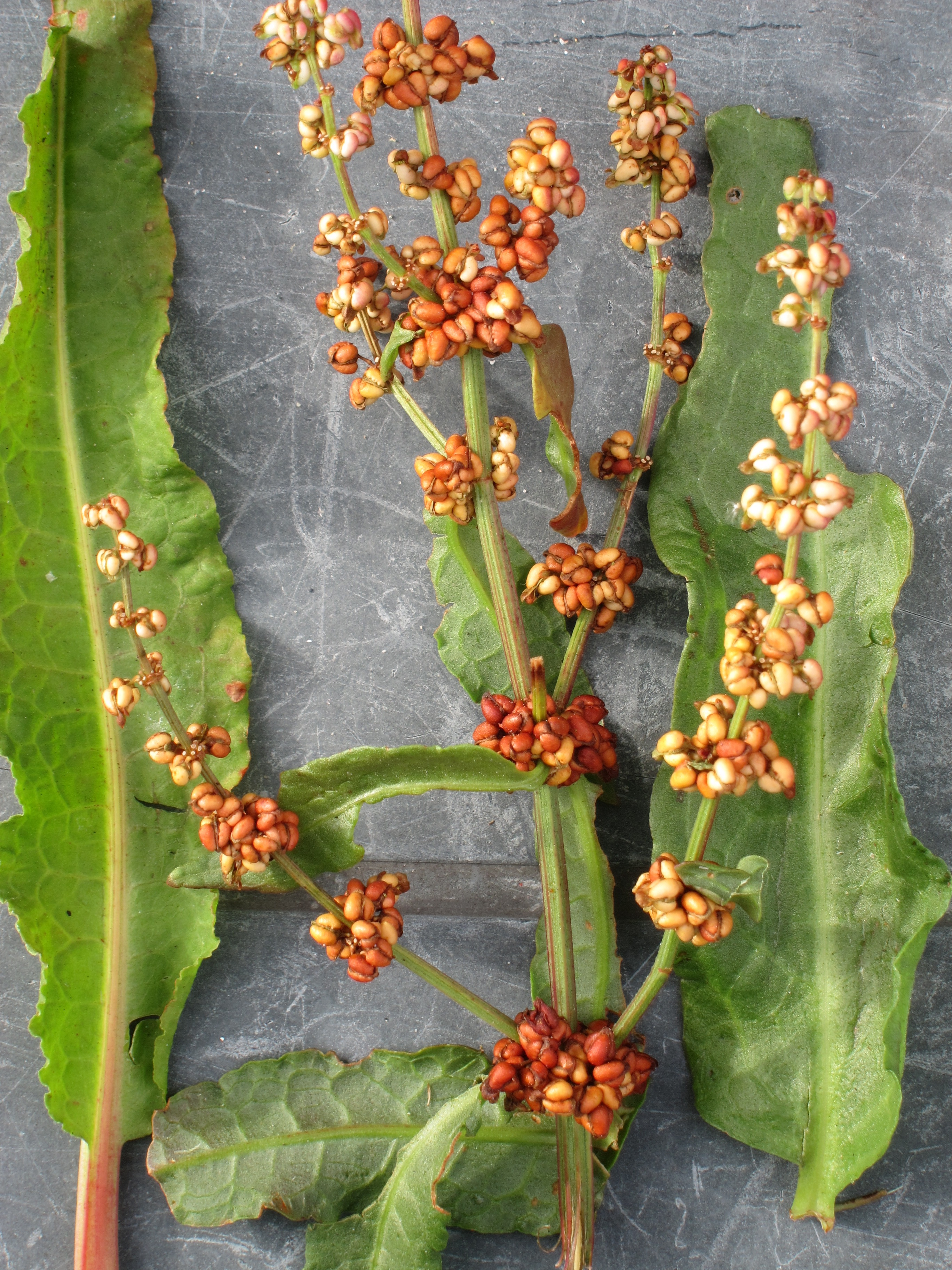
Rumex rupestris